# Camino (バンド)
camino（カミーノ）は、日本の5人組ロックバンド。2002年結成、2011年活動休止。

## 概要
バンド名はスペイン語で「道」を意味する。
Misty EyesのギタリストであったKIKUが中心となって2002年に結成。メンバーチェンジを繰り返し、2008年にシングル『STORY』でメジャーデビュー。
2011年11月23日のワンマンライブをもって活動休止。

## メンバー
- HAYATO（ハヤト、9月6日 - ）
  - 徳島県徳島市出身。血液型A型。
- KIKU（キク、11月5日 - ）
  - 北海道生まれ、東京都育ち。血液型A型。祖母は歌手の菊池章子、弟は音楽プロデューサーの菊池一仁、大叔母は歌手の多摩幸子。
  - 別名義のAnny-Kや菊池ただしとして、作・編曲家としても活動している。
- TAKA（タカ、1月19日 - ）
  - 鳥取県鳥取市出身。血液型B型。
  - 現在は本名の福田貴訓名義で作曲家としてAKB48グループに多数の楽曲提供をしている。
- RYOSUKE（リョースケ、10月12日 - ）
  - 長野県伊那市出身。血液型A型。
  - 現在は木下リョースケ名義でキーボード・作曲・アレンジャーとしても活動している。
  - 2018年、乃木坂46 6th year Bithday Live 3dayに楽曲提供
- REHIT（リヒト、1月7日 - ）
  - 群馬県高崎市出身。血液型AB型。

## 略歴
- 2002年、KIKUを中心に結成。
- 2003年
  - 4月22日、アルバム『arise』でZETTA MUSICよりインディーズデビュー。発表直後にMORRISSEY、AI、TETSUが脱退し、TAKA、RYOSUKE、NORIAKIが加入する。
  - 5月30日から7月1日、テキサス州ダラスにて行われた『Project A-Kon 14』に出演し、初の海外ライブを行う。以降複数回アメリカにてライブを行っている。ライブ後、NORIAKIが脱退し、REHITが加入する。
  - 10月、楽曲「truth or lie」「Going on」がそれぞれCMソングとして起用される。
- 2004年
  - 8月、JUNが脱退を発表。
  - 9月、HAYATO、KIDが加入。
- 2005年
  - 8月13日、愛・地球博で開催された『World Indies Festival 2005』に出演。
  - この年KIDが脱退。現在のメンバー構成となる。
- 2007年
  - 5月23日、コナミデジタルエンタテインメント移籍後初のシングル「Nostalgia」を発売。
  - 9月、エイベックス・tearbridge productionと契約。
- 2008年
  - 6月25日、シングル「STORY」でtearbridge recordsよりメジャーデビュー。
  - 12月17日、　2ndシングル「The Life」を発売。
- 2009年
  - 4月8日、メジャー初となるアルバム『NEW LIFE』を発売。
- 2010年
  - 11月10日、アルバム『Wonderful World』を発売。
- 2011年
  - 11月23日、TOKYO SHIBUYA REXでのワンマンライブをもって、活動休止。
- 2020年
  - 10月16日、約9年ぶりに再結成。リモートでの「STORY」「TheLife」のレコーディングの様子をYouTubeにて公開[1][2]。

## ディスコグラフィー

### インディーズ

#### シングル
1. Lovin' Moon（2005年6月9日）
2. Lovin' Moon -2006 ver-（2006年10月12日）
3. Nostalgia（2007年5月23日）

#### アルバム
1. arise（2003年4月22日）
2. IC brain（2004年6月24日）
3. L+（2007年11月11日）
  - 初回3,000枚限定販売

### メジャー

#### シングル
1. STORY（2008年6月25日）
  - 初回限定盤DVD付
2. The Life（2008年12月17日発売）
  - 初回限定盤DVD付

#### アルバム
1. NEW LIFE（2009年4月8日）
  - CD-EXTRA仕様
2. Wonderful World（2010年11月10日発売）
  - 初回限定ポストカード付

## タイアップ一覧
| 年     | 曲名              | タイアップ | 収録作品    |
| ------ | ----------------- | --- | ----------- |
| 2003年 | truth or lie      | DeAGOSTINI刊ビジュアルマガジン「エアコンバット・コレクション」CMソング                                                                          | arise       |
| 2004年 | Going on          | バンダイ「バトルダーツ」CMソング | IC brain    |
| 2005年 | Lovin' Moon       | コナミデジタルエンタテインメントPlayStation 2用ゲームソフト『ときめきメモリアル Girl's Side 2nd Kiss』挿入歌                                    | Lovin' Moon |
| 2007年 | Nostalgia         | テレビ東京系アニメ『鋼鉄三国志』オープニングテーマ                                                                                              | Nostalgia   |
| 2008年 | STORY             | テレビ愛知・テレビ東京系『トミカヒーロー レスキューフォース』オープニングテーマ                                                                 | STORY       |
| 2008年 | STORY             | テレビ埼玉『ROCKWAVE』2008年7月度エンディングテーマ                                                                                             | STORY       |
| 2008年 | The Life          | テレビ愛知・テレビ東京系『トミカヒーロー レスキューフォース』オープニングテーマ                                                                 | The Life    |
| 2008年 | The Life          | 松竹配給映画『トミカヒーロー レスキューフォース 爆裂MOVIE マッハトレインをレスキューせよ!』/『爆走!トミカヒーローグランプリ』オープニングテーマ | The Life    |
| 2008年 | ONE WAY TO ROCK!! | 松竹配給映画『トミカヒーロー レスキューフォース 爆裂MOVIE マッハトレインをレスキューせよ!』『爆走!トミカヒーローグランプリ』挿入歌              | The Life    |

## ヘビーローテーション / パワープレイ

### ラジオ
| 年     | 曲名         | ラジオヘビーローテーション/パワープレイ | 収録作品        |
| ------ | ------------ | --------------------------------------- | --------------- |
| 2010年 | ココロノドア | FM NACK5 11月度 POWER SELECTION         | Wonderful World |
| 2010年 | ココロノドア | FM FUJI 11月度 POWER SELECTION          | Wonderful World |